# Alveopora gigas
Alveopora gigas е вид корал от семейство Poritidae. Видът е световно застрашен, със статут Уязвим.

## Разпространение и местообитание
Разпространен е в Австралия, Индонезия, Китай, Малайзия, Папуа Нова Гвинея, Провинции в КНР, Тайван и Филипини.
Среща се на дълбочина от 2 до 28,5 m, при температура на водата от 22,1 до 26,5 °C и соленост 35,1 – 35,5 ‰.